# Козинка (приток Оскола)
Козинка (Мокрая Козинка) — река в России, протекает по Валуйскому районуБелгородской области. Исток — на территории Купянского района Харьковской области Украины. Правый приток Оскола. Длина реки составляет 44 км, площадь водосборного бассейна 655 км².

## География
Река Козинка берёт начало у посёлка Старый Хутор. Течёт на юг, пересекает автодорогу Р36, далее протекает вдоль российско-украинской границы. У села Новопетровка поворачивает на восток. Устье реки находится у села Знаменка в 197 км по правому берегу реки Оскол.

### Притоки (км от устья)
- 15 км: река Ураевка

## Данные водного реестра
По данным государственного водного реестра России относится к Донскому бассейновому округу, водохозяйственный участок реки — Оскол ниже Старооскольского гидроузла до границы РФ с Украиной, речной подбассейн реки — Северский Донец (российская часть бассейна). Речной бассейн реки — Дон (российская часть бассейна).
Код объекта в государственном водном реестре — 05010400312107000012070.